# توني تشايلدز
توني تشايلدز (بالإنجليزية: Toni Childs)‏ هي مغنية ومغنية مؤلفة وملحنة وموسيقية أمريكية، ولدت في 29 أكتوبر 1957 في أورانج في الولايات المتحدة.

## وصلات خارجية
- توني تشايلدز على موقع IMDb (الإنجليزية)
- توني تشايلدز على موقع ميوزك برينز (الإنجليزية)
- توني تشايلدز على موقع أول ميوزيك (الإنجليزية)
- توني تشايلدز على موقع ديسكوغز (الإنجليزية)